# Aesculus hippocastanum
L'ippocastano o castagno d'India (Aesculus hippocastanum L., 1753) è un albero appartenente alla famiglia Sapindaceae, diffuso in Europa orientale.
È molto usato come ornamentale nei viali o come pianta isolata. Crea una zona d'ombra molto grande e fitta.

## Etimologia
Il nome della specie deriva dal greco ἵππος (antico) hippos, cavallo, e castanon, castagno, per l'uso dei frutti di questo albero come alimento stimolante per i cavalli.

## Descrizione

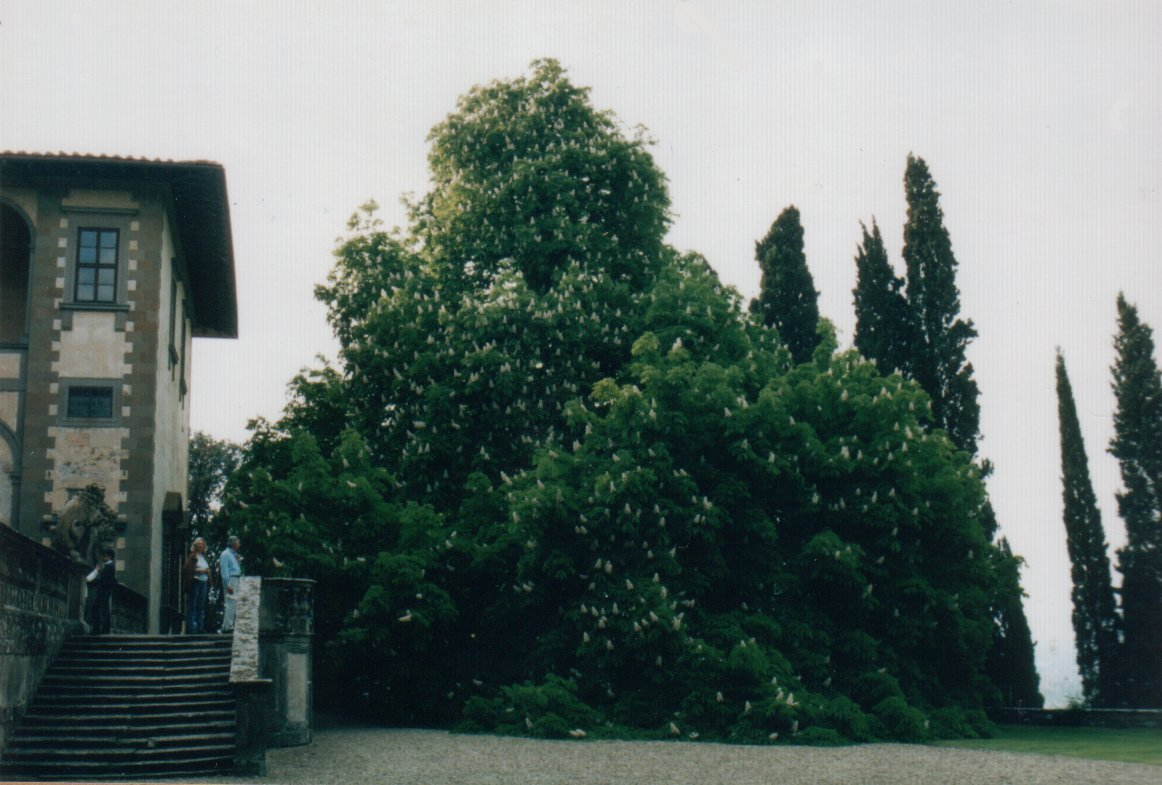
Ippocastano monumentale

### Portamento
L'ippocastano può arrivare a 25-30 metri di altezza; presenta un portamento arboreo elegante ed imponente. La chioma è espansa, raggiunge anche gli 8-10 metri di diametro restando molto compatta. L'aspetto è tondeggiante o piramidale, a causa dei rami inferiori che hanno andamento orizzontale.

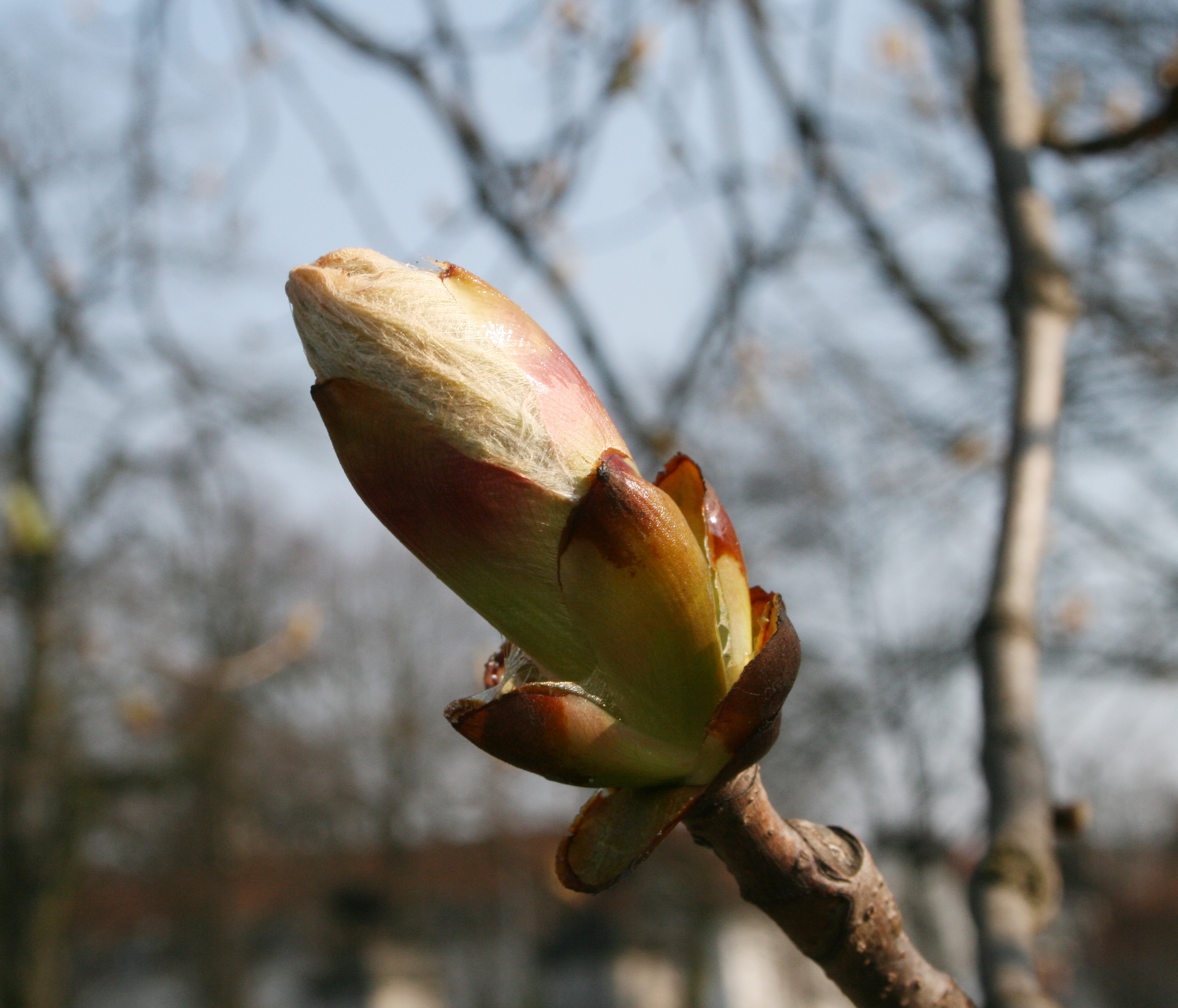
Gemme

### Corteccia
I rami sono lenticellati, presentano grandi gemme opposte, rossastre, ed una terminale di notevoli dimensioni, ricoperte da una sostanza collosa. La corteccia è bruna e liscia e si desquama con l'età.

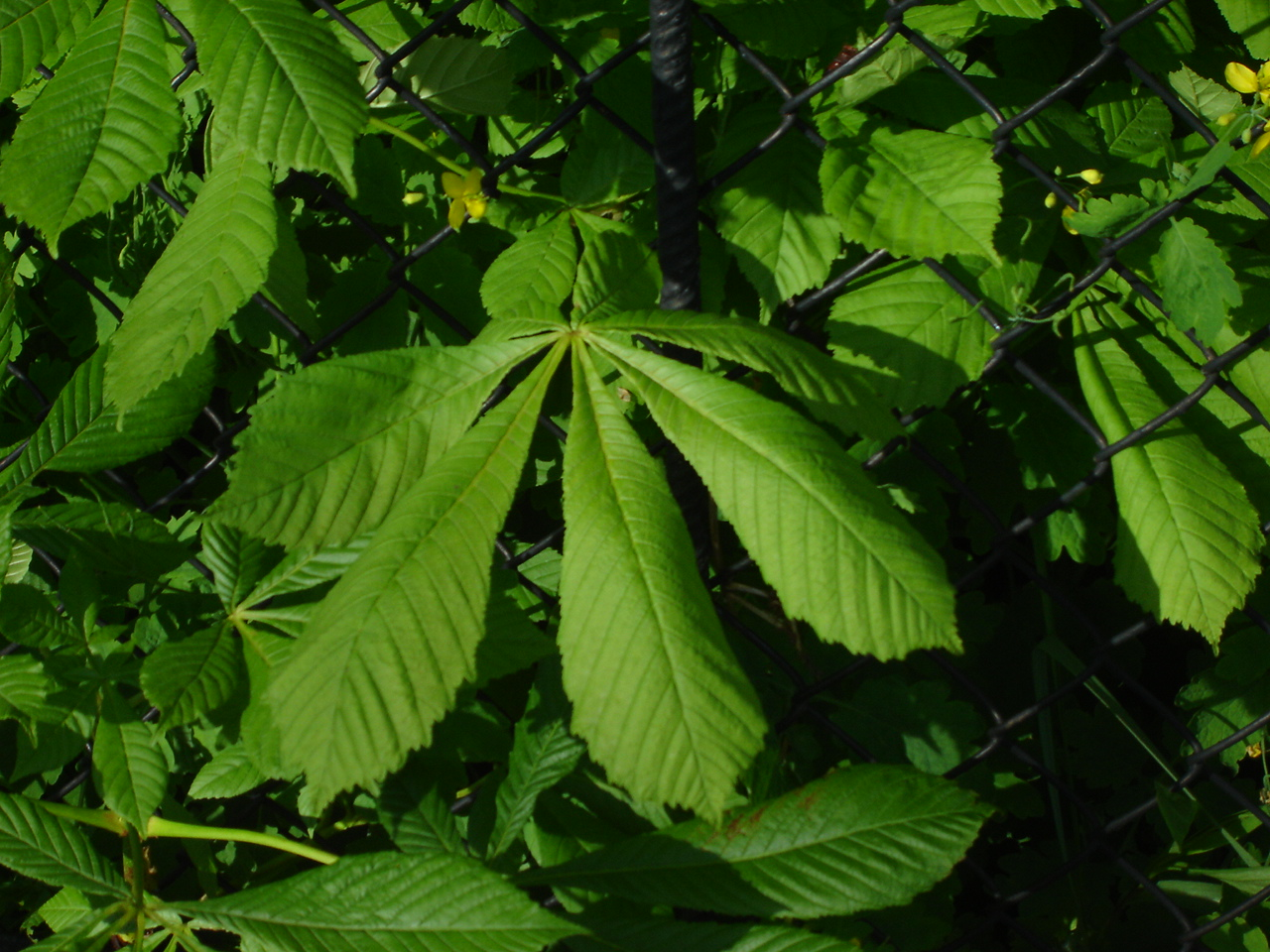
Foglie

### Foglie

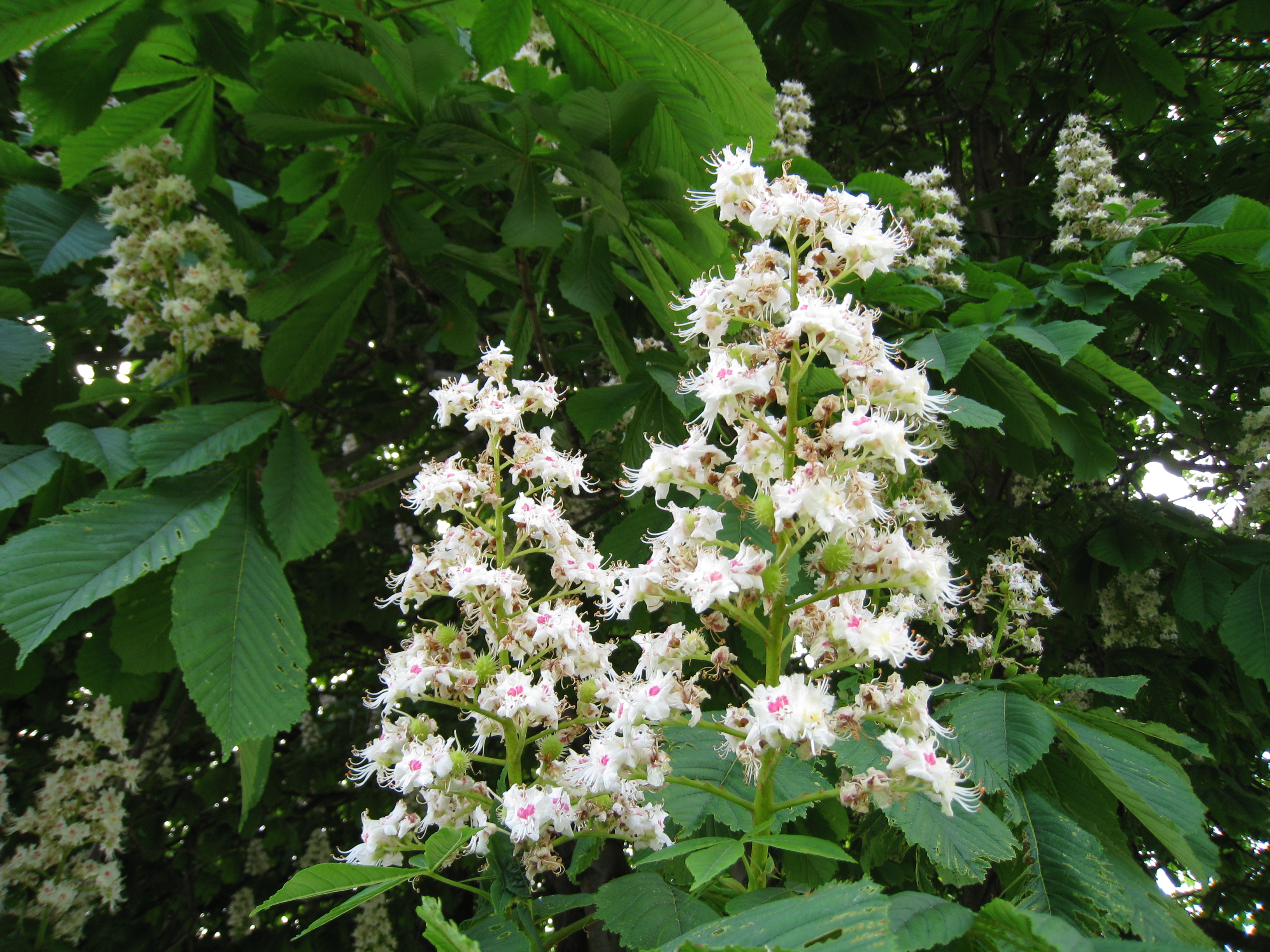
Infiorescenze

Le foglie dell'ippocastano sono decidue, palmato-settate, con inserzione opposta, mediante un picciolo di 10–15 cm, su rametti bruni o verdastri e leggermente pubescenti. Ciascuna foglia, che può arrivare a oltre 20 cm di lunghezza, è costituita da 5-7 lamine obovate con apice acuminato e base stretta. Il margine è doppiamente seghettato, la nervatura risulta ben marcata. Il picciolo non ha stipole, ma una base allargata ed una fenditura che lo solca. Le foglie sono di color verde brillante nella pagina superiore e verde chiaro, con una leggera tomentosità sulle nervature, in quella inferiore.

### Fiori
La pianta ha fiori ermafroditi a simmetria bilaterale, costituiti da un piccolo calice a 5 lobi ed una corolla con 5 petali bianchi, spesso macchiati di rosa o giallo al centro. I fiori sono riuniti in infiorescenze a pannocchia di grandi dimensioni (fino a 20 cm di grandezza e 50 fiori). La fioritura avviene nei mesi di aprile - maggio.

### Frutti
I frutti sono grosse capsule rotonde e verdastre, munite di corti aculei, che si aprono in tre valve e contengono un grosso seme o anche più semi di colore bruno lucido che prendono il nome di castagna matta. Hanno un sapore amaro e sviluppano un odore molto sgradevole durante la cottura; sono leggermente tossici quindi non commestibili.

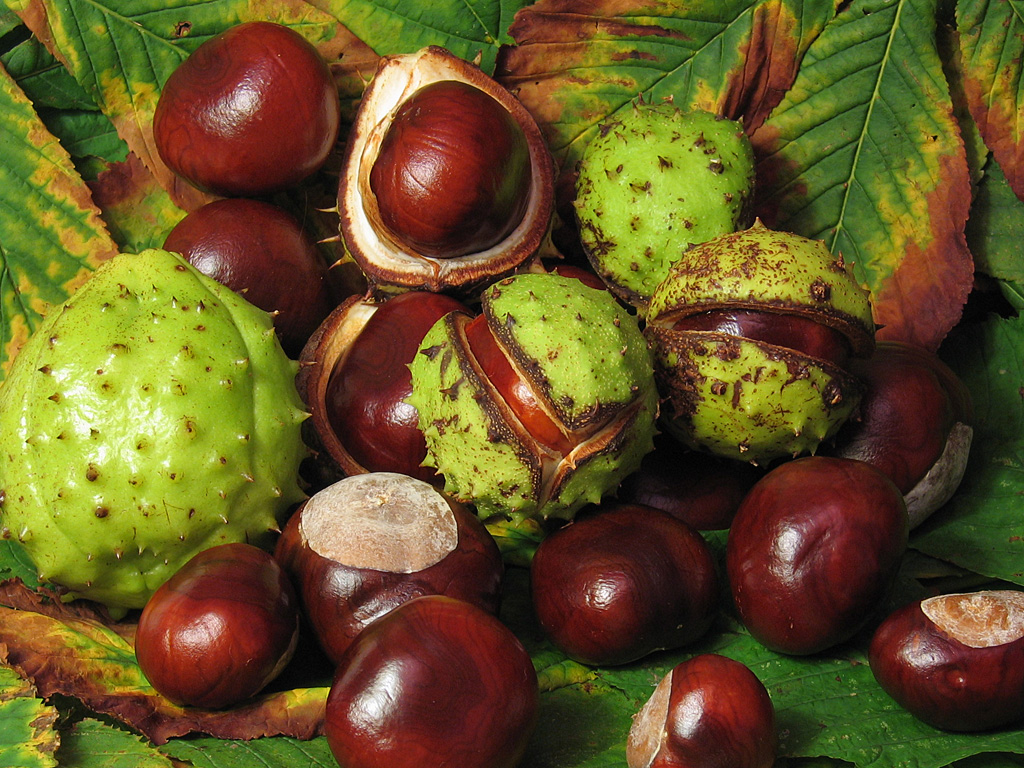
Frutti e semi di ippocastano

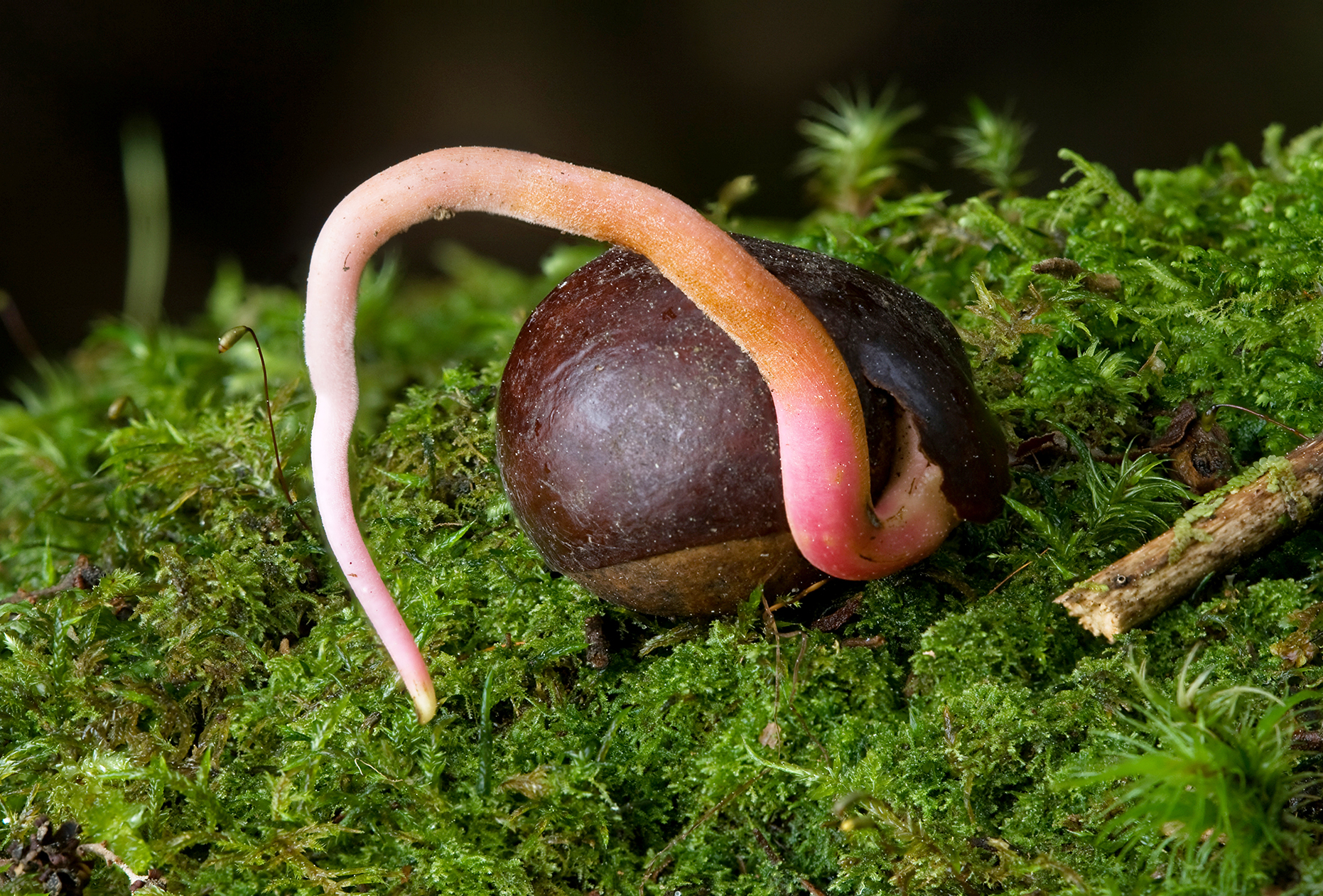
Inizio della germinazione, prima della formazione della Plantula

## Distribuzione e habitat
Originario dell'Europa orientale (penisola balcanica, Caucaso); è stato introdotto a Vienna nel 1591 da Charles de l'Écluse e a Parigi, da Bachelier, nel 1615.
Longevo e rustico, tollera le basse temperature e non ha particolari esigenze in fatto di suolo, anche se cresce meglio nei terreni fertili. È poco resistente alla salinità del terreno e agli agenti inquinanti atmosferici, ai quali reagisce con arrossamento dei margini fogliari e disseccamento precoce della lamina.
Fu importato in Italia dal Mattioli da Costantinopoli dove il frutto era usato nella medicina veterinaria somministrato ai cavalli; fu sempre il Mattioli a descrivere le proprietà dei frutti nei suoi Commentarii.
In Italia è coltivato in tutte le regioni, soprattutto in quelle centro-settentrionali, dalla pianura fino a 1200 metri di altitudine; in molte regioni è presente come alloctono casuale.

## Differenze con altre piante
Si distingue da altre piante ornamentali a foglie palmate per il fatto che ciascuna foglia è composta non da un'unica lamina divisa più o meno profondamente ma da 5-7 foglie più piccole, completamente formate.
Dal vero castagno si distingue per la forma delle foglie: il castagno le ha semplici, inserite alternate sul ramo, l'ippocastano le ha composte.
I semi dell'ippocastano, simili alle castagne, si distinguono per la forma diversa, più sferica. Sono diversi anche i frutti, i ricci del castagno sono ricoperti da aculei sottili molto fitti, i frutti dell'ippocastano presentano aculei radi e tozzi. Il seme dell'ippocastano ha una germinabilità limitata nel tempo che non gli permette di riprodursi bene in maniera naturale; tuttavia, se i semi vengono ricoperti con terra e le condizioni ambientali (caldo-umido) sono favorevoli, tale tempo di germinabilità si protrae più a lungo e così ne aumenta le possibilità di diffusione.

## Usi

### Proprietà officinali
I semi dell'ippocastano ad alte dosi possono risultare tossici, causando disturbi gastrointestinali e prurito. Il principio attivo caratterizzante (utilizzato per preparazioni officinali) è collettivamente conosciuto come escina, nome che rappresenta una miscela di glicosidi triterpenici acilati (saponine) i cui agliconi sono principalmente la protoescigenina e il barringtogenolo C. La differenza tra questi agliconi è dovuta alla presenza di un ossidrile nella posizione C-24 della molecola della protoescigenina. Tutte le saponine dell'ippocastano sono legate nella posizione C-3 all'acido glucuronico mentre altri due zuccheri, che possono essere il glucosio, il galattosio o lo xilosio, sono legati alle posizioni C-2 e C-4. L'escina riduce la permeabilità dei capillari aumentandone la resistenza e l'elasticità. Parte di questa azione è stata anche attribuita alla presenza nell'estratto di flavonoidi come la quercetina e la rutina (o fattore vitaminico P), che sono notoriamente trofici per l'endotelio capillare. Si trovano oggi in commercio preparati standardizzati in modo tale che la quantità giornaliera di escina sia di 100–150 mg.
In generale l'ippocastano ha un effetto antinfiammatorio, migliora il drenaggio linfatico ed aumenta la pressione venosa. Per tale motivo, trova applicazione nel trattamento dell'insufficienza venosa cronica, determinando un miglioramento dei segni e sintomi presenti agli arti inferiori: edema, dolore, prurito, varici, ulcere, senso di tensione e/o affaticamento. Estratti di ippocastano entrano anche nella composizione di preparati per uso esterno contro varici ed emorroidi.
L'escina si lega alle proteine plasmatiche per cui si sospetta che possa alterare il trasporto di alcuni farmaci. Si ipotizza inoltre che alte dosi di escina possano danneggiare i glomeruli ed i tubuli renali per cui se ne sconsiglia l'uso in caso di insufficienza renale. La presenza di cumarine antitrombotiche fa sì che l'associazione di ippocastano con farmaci anticoagulanti venga sconsigliata per la sua potenziale pericolosità, anche se al momento non sono stati descritti casi in merito.
Studi recenti si stanno concentrando sull’attività antitumorale dell’escina e sui suoi effetti antiproliferativi e pro-apoptotici contro diversi tipi di cancro, tra cui adenocarcinoma polmonare, carcinoma epatocellulare e leucemia

### Apicoltura
È pianta mellifera, i fiori sono visitati dalle api, che ne raccolgono il polline rosso cremisi ed il nettare, da cui producono un miele chiaro.

### Altri usi
Nel passato i frutti venivano utilizzati nella medicina veterinaria (da cui deriva il nome, letteralmente castagno per cavalli). I semi venivano utilizzati per produrre farina e, dopo averli tostati, un surrogato del caffè. I frutti hanno un effetto moderatamente narcotico e i semi non trattati sono tossici.
Il legno è di cattiva qualità. La corteccia era usata come febbrifugo. In alcune zone d'Italia è ancora vivo l'uso di portare con sé una "castagna d'india" come talismano contro il contagio delle malattie da raffreddamento
. L'ippocastano è uno dei fiori di Bach, white chestnut. In Gran Bretagna i semi, chiamati conker, vengono usati per un popolare gioco da bambini.

## Avversità
Dal 1985 si è diffusa in Europa una farfalla, la Cameraria ohridella, che minaccia questa specie provocandone l'indebolimento e il disseccamento a seguito delle gallerie scavate dalle larve all'interno delle lamine fogliari.
L'ippocastano è colpito da Guignardia aesculi, agente di danno dell'antracnosi dell'ippocastano, malattia delle foglie che porta al precoce disseccamento delle foglie seguito da filloptosi.

## Propagazione e coltivazione
Si moltiplica per seme, che va piantato appena maturo perché perde rapidamente la germinabilità. Per una miglior germinazione stratificare i semi a 4 °C per 4 mesi appena raccolti.